# رودريغو روتشا
رودريغو روتشا هو لاعب كرة قدم برازيلي، ولد في 7 يناير 1985 في البرازيل.